# Wad- en Sontvaarder

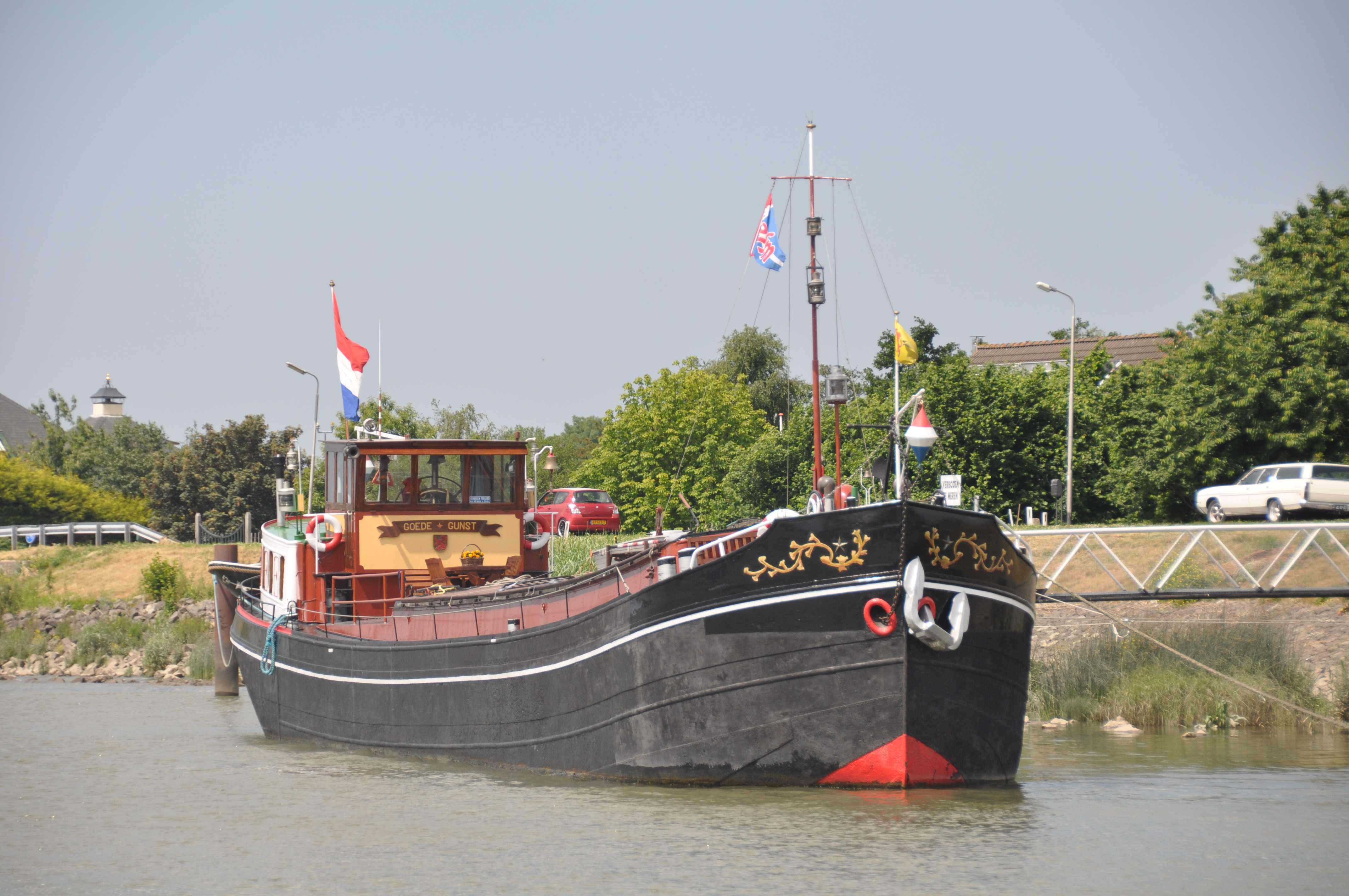
Watt- und Sundfahrer Goede-Gunst

Ein Wad- en Sontvaarder, auf Deutsch Watt- und Sundfahrer ist eine Bauart von Frachtschiffen, die in den 1920er und frühen 1930er Jahren vorwiegend von Werften in der Provinz Groningen gebaut wurden. Die Schiffe waren eine Übergangsbauart von den vorher verwendeten Groninger Küstenseglern wie Seetjalken, Schoner und Schoneraaken zum in den 1930er Jahren aufkommenden Küstenmotorschiff.

## Beschreibung
Wad- en Sontvaarder sind ähnlich gebaut wie zeitgenössische niederländische Motorbinnenschiffe, jedoch etwas breiter und schwerer in der Bauausführung, um eine ausreichende Seetüchtigkeit für die Küstenfahrt in den Wattengebieten, der südlichen Nordsee und der Ostsee zu gewährleisten. Sie waren mit Ballasttanks in einem Doppelboden sowie Hilfsbesegelung versehen. Die meisten dieser Schiffe fuhren von den Groninger Häfen entlang des Winschoterdieps. Der Schiffstyp verschwand in den Jahren nach dem Zweiten Weltkrieg wieder aus der Küstenfahrt.